# Gruppe (militær)
 For alternative betydninger, se Gruppe. (Se også artikler, som begynder med Gruppe)
En gruppe er den mindste militære enhed som inden for infanteriet består af mellem 6-10 mand. Et antal grupper, typisk tre, udgør en deling. Inden for pansertropper og artilleri vil man typisk ikke tale om grupper, men om en enkelt kampvogn eller en enkelt pjece og dens besætning.
Gruppen ledes normalt af en sergent kaldet en gruppefører – i en infanterigruppe er en korporal eller menig næstkommanderende.

## Danske hær
En standard dansk mekaniseret infanterigruppe (MEKINFGRP) udstyret med en PMV, vil typisk bestå af:
- Gruppefører (GF), sergent, bevæbnet med Gevær M/10
- Gevær 1 (GV1), næstkommanderende og granatkasterskytte, bevæbnet med Gevær M/10 samt granatkaster
- Gevær 2 (GV2), primær panserværnsskytte, bevæbnet med Gevær M/10 samt AT4. Medbringer på ordre også granatkaster
- Gevær 3 (GV3), sygehjælper og sekundær panserværnsskytte, bevæbnet med Gevær M/10 samt AT4
- Let maskingeværskytte 2 (LMG2), forreste mand, bevæbnet med LMG M/60
- Let maskingeværskytte 1 (LMG1), bagerste mand, bevæbnet med LMG M/60